# 그레테 바이츠
그레테 바이츠(노르웨이어: Grete Waitz, 1953년 10월 1일 ~ 2011년 4월 19일)는 노르웨이의 마라톤 선수로 1978년과 1988년 사이에 뉴욕 마라톤을 우승하면서, 10년 이상이나 여성 장거리달리기를 지배하였다.
오슬로에서 태어나 중거리달리기 선수로 시작한 바이츠는 17세에 1500m의 유럽 주니어 기록(4분 17초)을 세웠다. 그녀는 1972년과 1976년 하계 올림픽에서 그 거리에 나갔으며, 1975년 3000m 세계 기록(8분 46.6초)을 깨고 이듬해 8분 45.4초로 다시 깼다. 1978년 자신의 첫 뉴욕 마라톤을 시도하는 데 달갑지 않았어도 그녀는 2시간 32분 30초로 경주를 우승하였다. 그해에 바이츠는 국제 육상 연맹 여성 크로스컨트리 세계 선수권에서 자신의 첫 5개 타이틀을 거머쥐었다. 1979년 그녀는 뉴욕 마라톤을 2.5 시간 아래 (2시간 27분 33초)로 완주한 첫 여성 선수가 되었고, 이듬해 거의 2분 아래(2시간 25분 41초)에 의하여 그 기록을 깼다.
런던 마라톤에도 나간 바이츠는 1983년과 1986년에 우승하고, 그녀의 개인 전력 경주는 후반의 종목에서였다 - 2시간 24분 54초.
추가로 그녀는 헬싱키에서 열린 세계 육상 선수권 대회에서 마라톤 금메달을 획득하고, 1984년 로스앤젤레스 올림픽에서 은메달을 땄다.
1990년 자신의 마지막 뉴욕 마라톤에서 4위를 한 후, 은퇴하였다.
2008년 성울라프 훈장이 수여되었으며, 3년 후 암으로 사망하였다.